# Mujū
Mujū Dōkyō (無住道曉, 1er janvier 1227 - 9 novembre 1312), né Ichien Dōkyō, est un moine bouddhiste japonais de l'époque de Kamakura, et un écrivain. Il s'est formé au zen de l'école Rinzai, mais il a également étudié d'autres sectes du bouddhisme japonais.
Sur le plan littéraire, on lui doit essentiellement le Shasekishū (« Collection de sable et de pierres », 1279-1283), importante compilation d'histoires qui offre des tableaux très vivants du Japon et du bouddhisme à la fin duXIIIe siècle .

## Biographie
Né à Kamakura dans une famille de guerriers du clan des Kajiwara, Mujū commence à servir à 13 ans comme page au temple Jufuku-ji. Il se forme auprès du maître zen rinzai Enni Ben'en. Il devient moine à 18 ans dans la Province de Hitachi, puis part au Kantō pour étudier. En 1262, il fonde le temple Chōraku-ji à Owari (actuel Nagoya) et bien d'autres avant de se retirer à l'âge de 80 ans.

## Contexte religieux
Si Mujû a bien été un disciple zen de Enni, son univers religieux était dominé par la secte Tendai, qui était encore et toujours le centre du bouddhisme de son temps, et c'est dans ce courant qu'il puisait son vocabulaire et ses règles fondamentales. Certes des mouvements populaires se montraient de plus en plus nettement, mais les préoccupations, les questions et les écritures du Tendai occupaient une place de premier plan.
endai étaient une évidence

### Approche syncrétique
Bien qu'il ait été affilié à l'école Rinzai, Mujû avait une approche syncrétique du bouddhisme: à ses yeux, les différents enseignements du bouddhisme étaient autant de moyens habiles (sanskrit: upaya) de réaliser l'objectif final de la religion. Il écrit ainsi dans la préface du Shasekishū : « Ce n'est pas qu'il n'y ait qu'un seul moyen d'entrer dans la Voie du bouddhisme. Les conditions débouchant sur l'Éveil sont bien nombreuses. Quand on connaît leurs significations majeures, les diverses doctrines ne diffèrent pas quant à leur contenu. Quand on passe aux pratiques, on trouve qu'elles sont, quant à leur intention profonde, toutes les mêmes dans leur diversité. » Cet œcuménisme se marque dans l'intérêt de Mujû pour les courants Tendai, Jōdo shū et Hossō-shū, ainsi que les doctrines Shingon et Ritsu.
La seule idéologie que Mujū désapprouvait était l'intolérance. Il avait du mépris pour ses contemporains qui, à l'instar de Nichiren, rejetaient toutes les pratiques différentes des leurs.[réf. nécessaire]
Par ailleurs, dans le Shasekishū, il introduit l'idée de l'« unité des esprits et des bouddhas » (jap. shinbutsu shûgô), voyant les esprits (kami) comme des manifestations du Bouddha.

## Œuvre
On lui doit, outre le Shasekishū, compilé entre 1279 et 1283, le Tsuma kagami (« Miroir pour les femmes ») en 1300, et le Zōdanshū, (« Collection de conversations au hasard ») en 1305.

#### Traduction
- Ichien Muju (trad. du jap., préfacé et commenté par Hartmut O. Rotermund), Collection de sable et de pierres, Paris, Gallimard, coll. « Connaissance de l'Orient » (no 14), 1980, 361 p. (ISBN 978-2-070-29078-9)

#### Études
- « 311. Muju Ichien (1226-1312) », dans Iwao Seiichi et al., Dictionnaire historique du Japon, vol. 14 (Lettre L-M), Tokyo, Librairie Kinokuniya, 1988 (lire en ligne), p. 169

- (en) Robert E. Buswell Jr. et Donald S. Lopez Jr., The Princeton Dictionary of Buddhism, Princeton, Princeton University Press, 2014, xxxii + 1265 (ISBN 978-0-691-15786-3), p. 552
- (en) Robert E. Morrell, « Muju Ichien's Shinto-Buddhist Syncretism: Shasekishu, Book 1 », Monumenta Nipponica, vol. 28, no 4,‎ 1973, p. 447-488 (lire en ligne)
- (en) Robert E. Morrell, « Mirror for Women. Mujū Ichien's Tsuma Kagami », Monumenta Nipponica, vol. 35, no 1,‎ 1980, p. 45-50 (lire en ligne)
- (en) Robert E. Morrell, « Mujū Ichien's Shintô-Buddhist Syncretism », dans George J. Tanabe Jr. (Ed.), Religions of Japan in Practice, Princeton, Princeton University Press, coll. « Princeton Readings in Religions », 1999, xviii + 564 (ISBN 978-0691-05789-7), p. 415-422